# 特寧鎮區 (明尼蘇達州斯威夫特縣)
特寧鎮區（英語：Torning Township）是位於美國明尼蘇達州斯威夫特縣的一個行政鎮區。

## 地方資料
特寧鎮區的面積為86.83平方千米，皆為陸地。根據2020年美國人口普查的數據，當地共有人口409人，而人口密度為每平方千米4.71人。